# Ricardo Perdomo
Ricardo Javier Perdomo Moreira (San José de Mayo, 3 luglio 1960 – 12 agosto 2022) è stato un calciatore uruguaiano, di ruolo centrocampista.

## Palmarès

### Club

#### Competizioni nazionali
- Campionato uruguaiano: 2

Nacional: 1980, 1983
- Liguilla Pre-Libertadores de América: 1

Nacional: 1982
- Copa Chile: 2

Unión Española: 1992, 1993

#### Competizioni internazionali
- Coppa Libertadores: 1

Nacional: 1980
- Coppa Intercontinentale: 1

Nacional: 1980